# Dancecore
Dancecore - styl muzyki klubowej powstały w 1999 w Niemczech, wywodzący się od muzyki Hands up i Dance. Pełnym rozwinięciem nazwy jest Hardcore Dance.
Cechuje ją ostra melodia, często bez wokali, a gdy już się pojawi, to jest to zazwyczaj krótki tekst.
 Tempo, jak w przypadku Hands up oscyluje w przedziale 138-152 BPM.
Od 2007 gatunek stopniowo zanikał. Powrócił ponownie za sprawą Rocco, Pulsedriver i ich singla "Return To The Classics", który przypomina o tym gatunku.
Producentami, którzy rozsławili Dancecore, są  Rocco (znany także jako Rocco vs Bass-T), Pulsedriver, Brooklyn Bounce oraz DJ Dean.